# Tonkawa (plaats)
Tonkawa is een plaats (city) in de Amerikaanse staat Oklahoma, en valt bestuurlijk gezien onder Kay County.

## Demografie
Bij de volkstelling in 2000 werd het aantal inwoners vastgesteld op 3299.
In 2006 is het aantal inwoners door het United States Census Bureau geschat op 3105, een daling van 194 (-5.9%).

## Geografie
Volgens het United States Census Bureau beslaat de plaats een oppervlakte van
14,6 km², waarvan 14,5 km² land en 0,1 km² water. Tonkawa ligt op ongeveer 300 m boven zeeniveau.

## Plaatsen in de nabije omgeving
De onderstaande figuur toont nabijgelegen plaatsen in een straal van 24 km rond Tonkawa.